# Chùa Mahabodhi
Chùa Mahabodhi (nghĩa đen có nghĩa là chùa Đại Giác Ngộ) hay còn gọi là chùa Đại Bồ Đề, là một tổ hợp đền chùa Phật giáo ở Bodh Gaya, nơi được cho là Đức Phật đạt giác ngộ. Bodh Gaya ngày nay thuộc huyện Gaya, thuộc tiểu bang Bihar, cách thủ phủ của bang là thành phố Patna khoảng 96 km.
Địa điểm này có một cây bồ đề linh thiêng được cho là nơi Đức Phật đã giác ngộ, và là một điểm hành hương lớn cho người Ấn Độ giáo và Phật giáo trong hơn 2.000 năm, với một số yếu tố có từ thời Ashoka. Những gì hiện hữu ngày nay cơ bản là có từ thế kỷ thứ 7 hoặc sớm hơn một chút cùng một số công trình được phục hồi từ thế kỷ 19 là sự kết hợp được hình thành từ thế kỷ thứ 2 hoặc 3 TCN (CE).
Những yếu tố điêu khắc lâu đời nhất đã được chuyển đến bảo tàng bên cạnh ngôi đền, và một số như lan can bằng đá được chạm khắc xung quanh cấu trúc chính đã được thay thế bằng bản sao. Ngôi đền chính sống sót qua nhiều thế kỷ đặc biệt ấn tượng, vì nó chủ yếu được làm bằng gạch phủ vữa, vật liệu kém bền hơn nhiều so với đá. Nhưng điều này đồng nghĩa với việc là có rất ít trang trí điêu khắc gốc còn tồn tại.
Quần thể đền đài này bao gồm hai tháp nổi Shikhara lớn, trong đó có tháp cao nhất là hơn 55 mét (180 ft). Đây là một đặc điểm kiến trúc thường thấy ở các đền thờ Ấn Độ giáo và Kỳ Na giáo, ảnh hưởng đến kiến trúc Phật giáo ở nhiều quốc gia khác dưới hình thức chùa chiền.

## Kiến trúc
Chùa Mahabodhi được xây dựng bằng gạch và là một trong những công trình bằng gạch lâu đời nhất còn tồn tại ở miền đông Ấn Độ. Nó được coi là một ví dụ điển hình của một công trình gạch Ấn Độ, và có ảnh hưởng lớn trong sự phát triển của các truyền thống kiến trúc sau này. Theo UNESCO, ngôi chùa hiện tại là một trong những công trình kiến trúc sớm nhất và hoành tráng nhất được xây dựng hoàn toàn bằng gạch từ thời kỳ Gupta. Tháp trung tâm của đền Mahabodhi cao 55 mét (180 ft) và được cải tạo vào thế kỷ 19. Tháp trung tâm được bao quanh bởi bốn tháp nhỏ hơn, được xây dựng theo cùng một phong cách.
Bốn phía xung quanh chùa là những lan can bằng đá cao khoảng 2 mét biểu hiện hai loại hình khác nhau cả về kiểu dáng cũng như vật liệu sử dụng. Những cái cũ hơn được xây dựng bằng sa thạch có niên đại khoảng năm 150 TCN và những cái khác được xây dựng bằng đá granit thô chưa được đánh bóng với những hình ảnh voi tắm và Surya, thần Mặt trời của Ấn Độ giáo cưỡi một cỗ xe được kéo bởi bốn con ngựa. Lan can mới hơn có hình ảnh của bảo tháp và chim thần Garuda. Hình ảnh hoa sen cũng xuất hiện khá phổ biến.
Các vị thần, Phật phổ biến tại chùa gồm Avalokiteśvara, Vajrapani, Tara, Mārīcī, Yamantaka, Jambhala, Vajravārāhī. Một số vị thần cũng được tôn thờ tại đây là Vishnu, Shiva, Surya và các vị thần Vệ đà khác.

## Hình ảnh

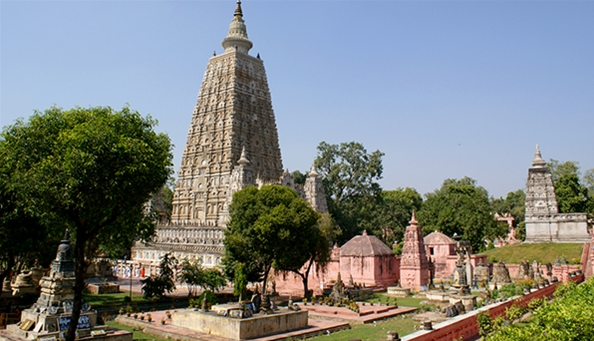
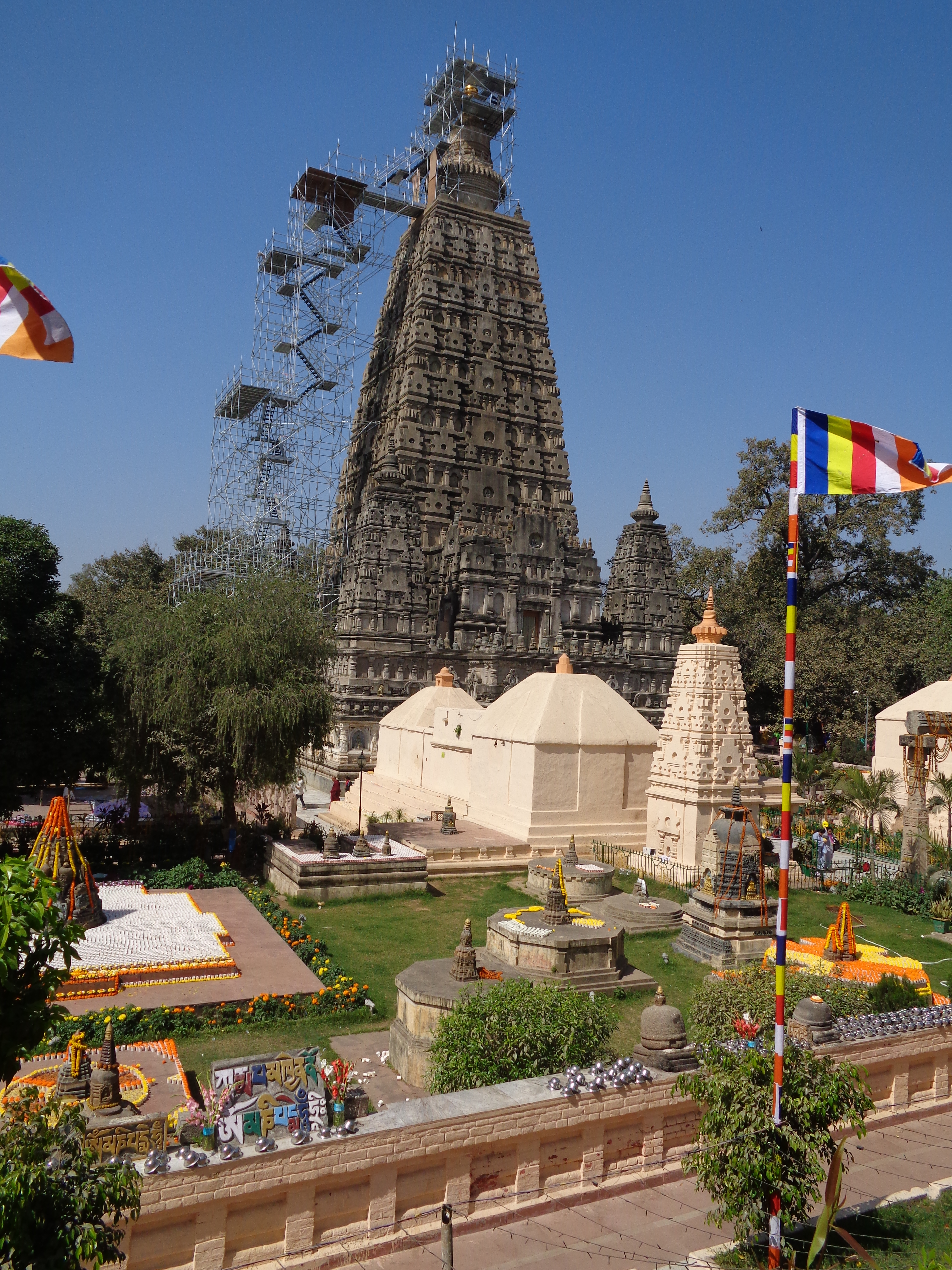
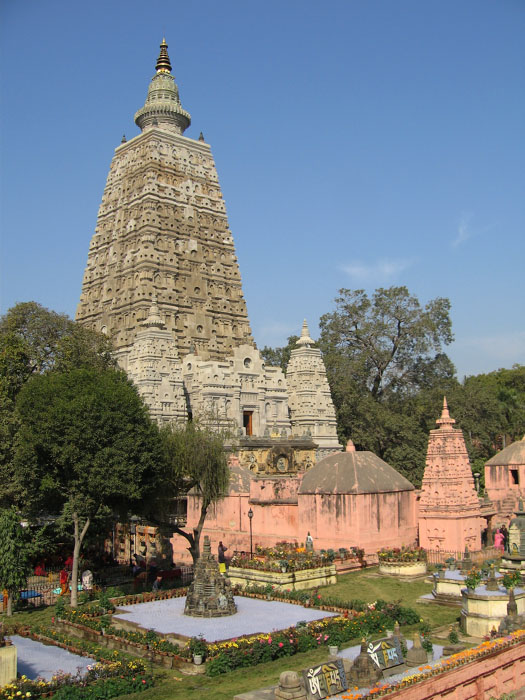
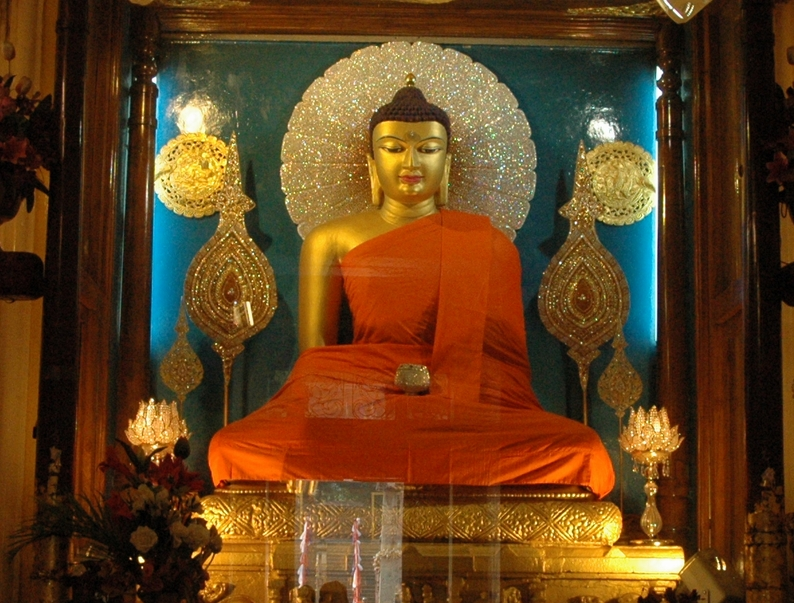
Tượng Phật Thích Ca bên trong tháp
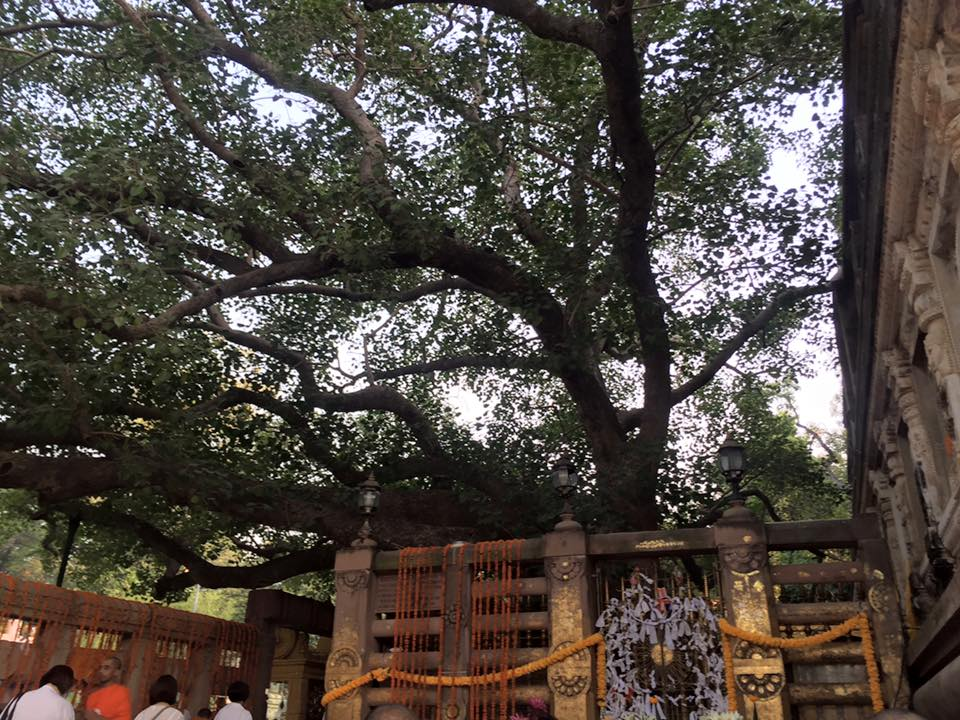
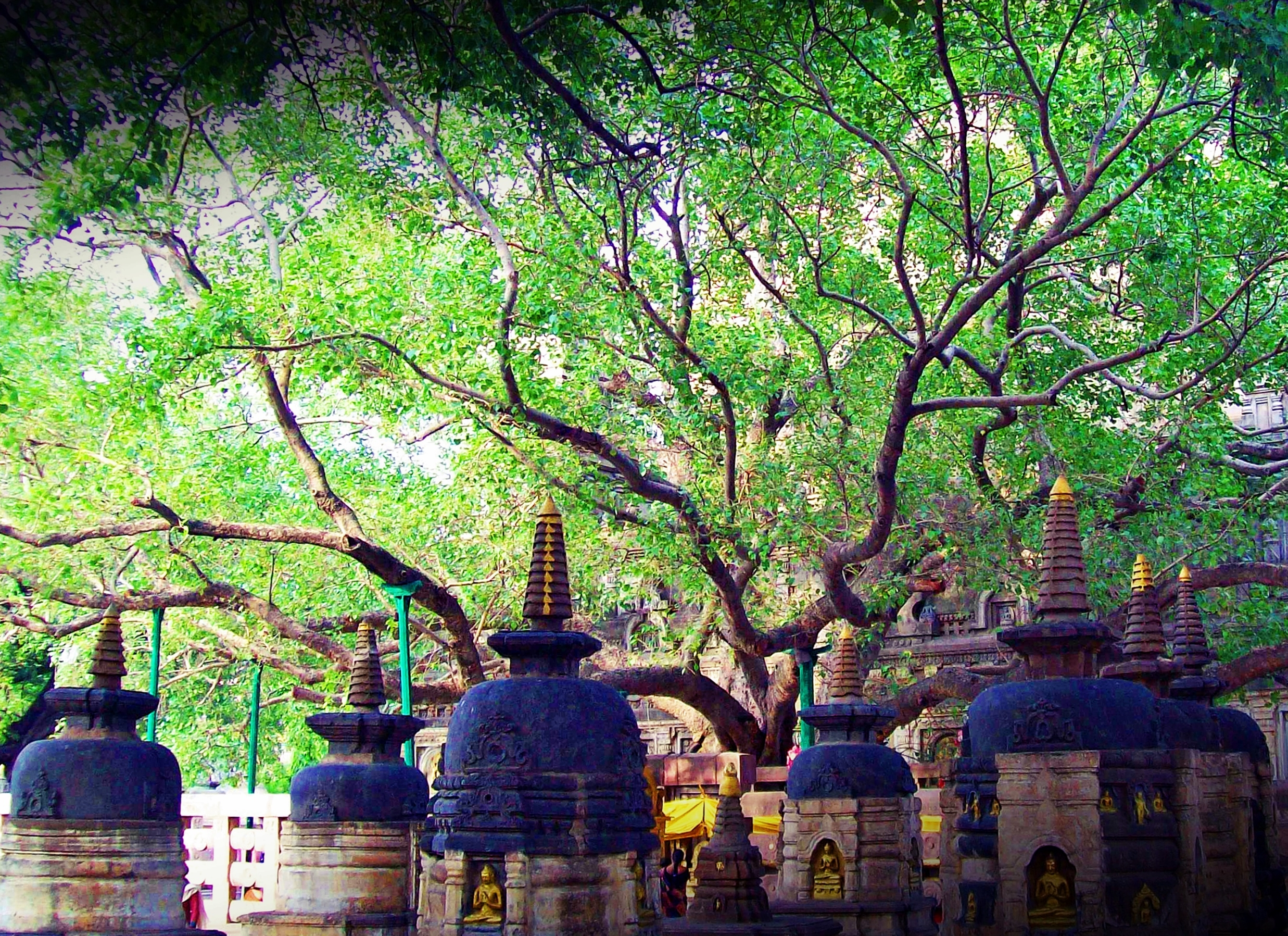
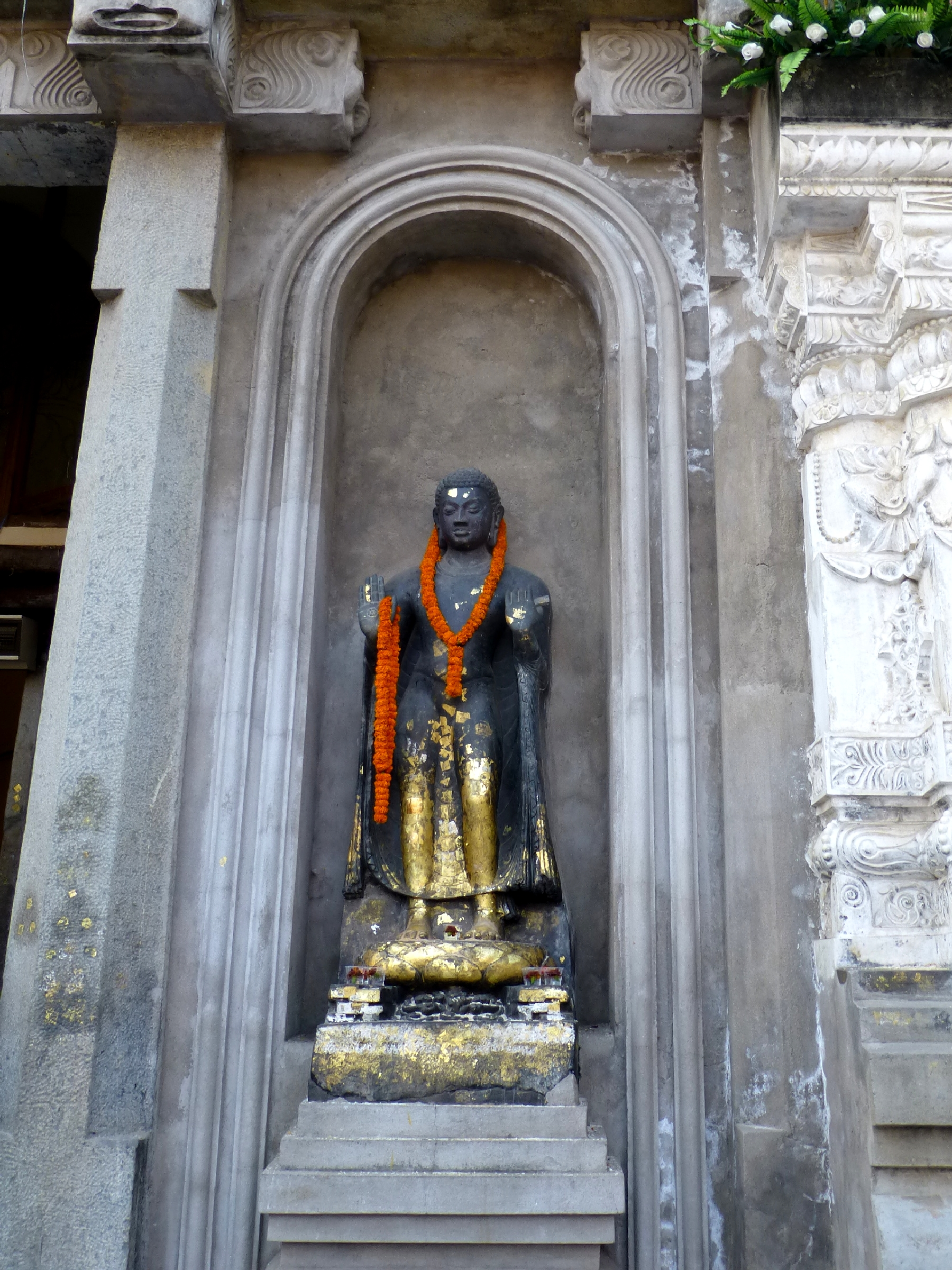
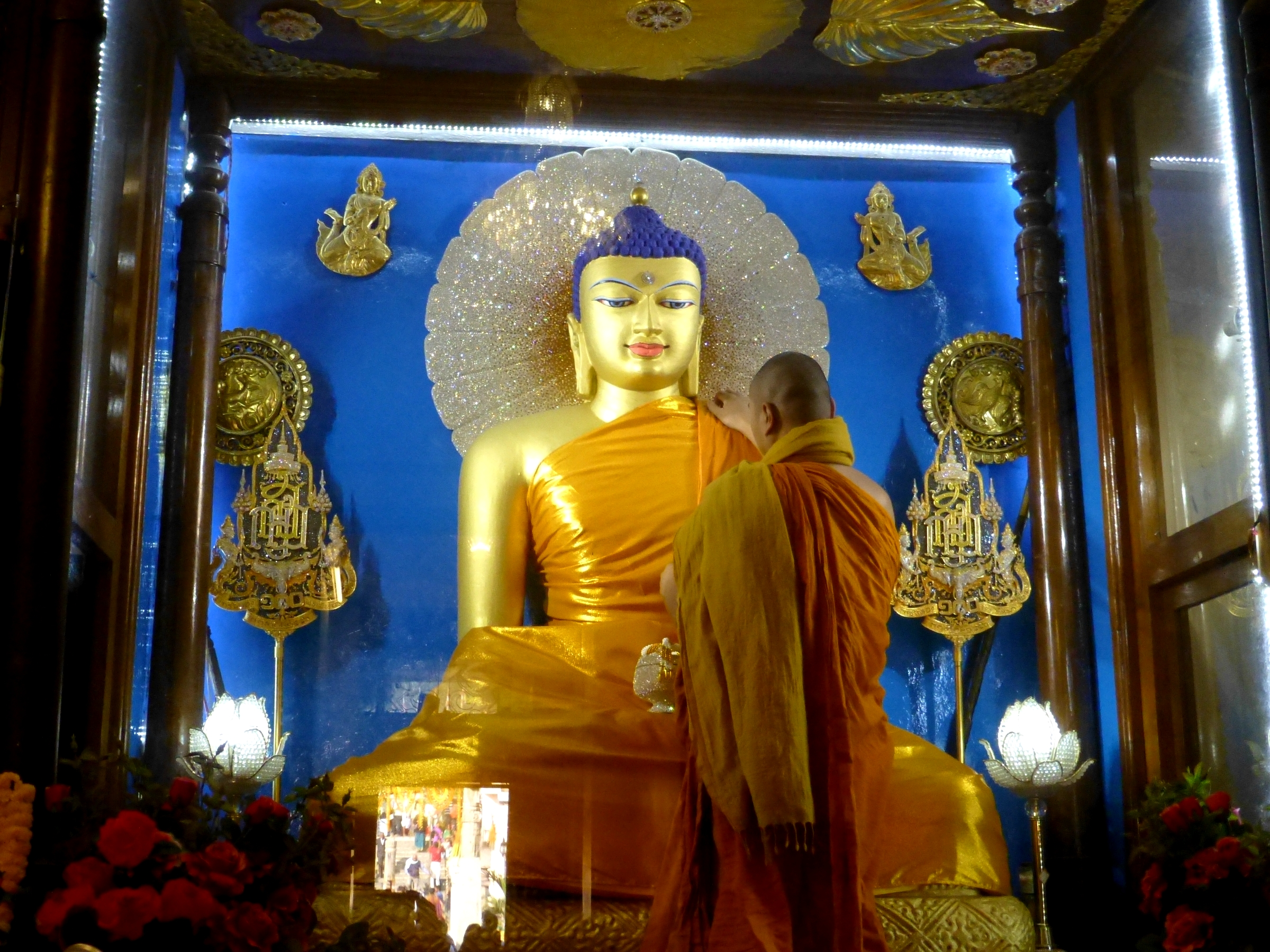
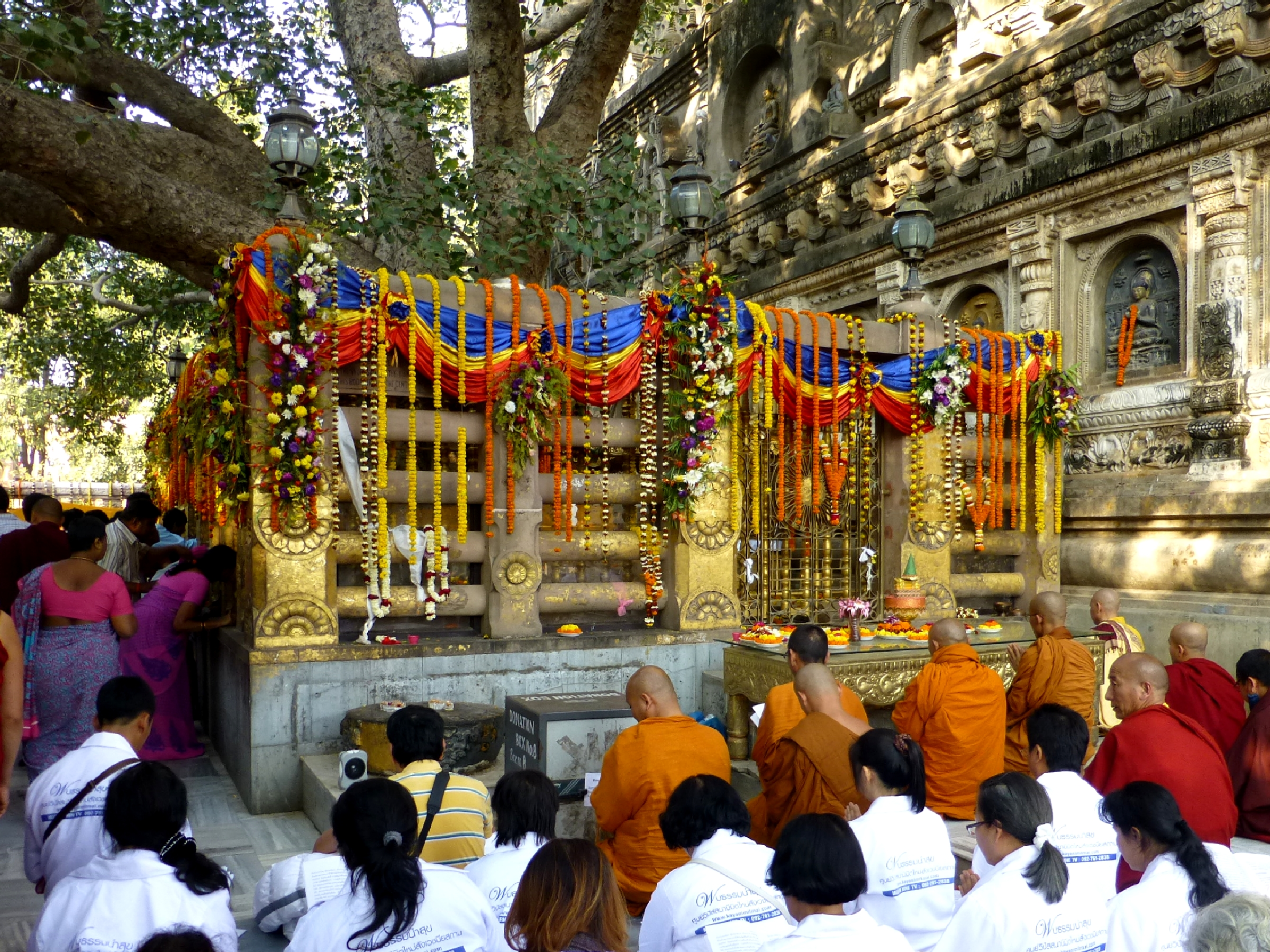